# Deadnaming
Deadnaming indica l'atto di riferirsi ad una persona transgender o non binaria usando il nome e il genere che le apparteneva prima della transizione sociale. Il deadnaming può essere involontario o usato intenzionalmente per deridere, negare o ignorare l'identità di genere di una persona. Le persone vittime di deadnaming si sentono urtate da tale pratica, perché il nome di nascita appartiene al genere opposto a quello percepito e desiderato.

## Contesto
Utilizzare il nome di nascita è spesso sentito come una vera e propria violenza. Il deadnaming può essere un palese attacco o una sottile «microaggressione», ad indicazione del fatto che la vittima non è pienamente riconosciuta come membro di una società. Tuttavia, può essere anche fatto per sbaglio da persone che sono solidali con gli individui trans, come membri della famiglia o amici di lunga data che non sono abituati a usare un nuovo nome.
Christopher Reed, professore di storia e studioso della cultura queer afferma che obiettare al deadnaming «annulla lo sforzo verso l'accettazione di sé e l'integrazione». La discussione riguardante la legittimità del deadnaming ha portato in alcuni casi a vere e proprie dispute all'interno della comunità queer, dove alcuni credono che il deadnaming faccia un danno tangibile mentre altri sostengono che impegnarsi a impedire il deadnaming sia equivalente ai «campi di ri-educazione».
Gli studiosi di genere hanno teorizzato che le persone transgenere insistono a evitare il deadnaming in parte come strategia di autoaffermazione:
La correzione del deadnaming da parte di persone terze è vista come un modo di sostenere le persone trans.

## Ostacoli
Il tentativo di evitare di subire il deadnaming può talvolta scontrarsi con notevoli ostacoli burocratici e amministrativi. Lo stesso cambio del nome legale costa tempo, soldi e fatica; inoltre, cambiare informazioni come il nome registrato nelle istituzioni o nei documenti può risultare difficile.